# Міські голови Черкас
Це список міських голів Черкас, починаючи з 1954 року.

### Міські головиЧеркасчасівСРСР
| №  | Фото | Ім'я                                         | Початок на посаді | Кінець на посаді | Партія |
| -- | ---- | -------------------------------------------- | ----------------- | ---------------- | ------ |
| 1  |      | Агафангел Яровий голова міськвиконкому       | 1954              | 1958             | КПРС   |
| 2  |      | Олександр Шевченко голова міськвиконкому     | 1958              | 1963             | КПРС   |
| 3  |      | Федір Задорожний голова міськвиконкому       | 1963              | 1965             | КПРС   |
| 4  |      | Мирослав Морозов голова міськвиконкому       | 1965              | 1967             | КПРС   |
| 5  |      | Анатолій Глушук голова міськвиконкому        | 1967              | 1969             | КПРС   |
| 6  |      | Антон Пальчик голова міськвиконкому          | 1969              | 1974             | КПРС   |
| 7  |      | Володимир Сокоренко голова міськвиконкому    | 1974              | 1979             | КПРС   |
| 8  |      | Микола Остапенко голова міськвиконкому       | 1977              | 1985             | КПРС   |
| 9  |      | Валерій Піньковський голова міськвиконкому   | 1985              | 1987             | КПРС   |
| 10 |      | Микола Безпалий голова міськвиконкому        | 1987              | 1989             | КПРС   |
| 11 |      | Григорій Сасько голова міськвиконкому        | 1989              | 1990             | КПРС   |
| 12 |      | Володимир Соколовський голова міськвиконкому | 1990              | 28 жовтня 1992   |        |

### Міські головиЧеркасчасів незалежноїУкраїни
- в.о. — виконуючий обов'язки міського голови.

| №    | Фото                           | Ім'я                               | Початок на посаді | Кінець на посаді  | Партія                            |
| ---- | ------------------------------ | ---------------------------------- | ----------------- | ----------------- | --------------------------------- |
| в.о. |                                | Володимир Соколовський (нар. 1946) | 28 жовтня 1992    | 3 листопада 1992  |                                   |
| 1    |                                | Марк Литовський (нар. 1940)        | 3 листопада 1992  | 11 липня 1994     |                                   |
| 2    |                                | Володимир Олійник (нар. 1957)      | квітень 1998      | квітень 2002      | УРП «Собор»                       |
| в.о. |                                | Анатолій Каленчук                  | квітень 2002      | листопад 2002     | Нова економічна партія            |
| 3    |                                | Анатолій Волошин (нар. 1946)       | листопад 2002     | 17 листопада 2006 | Нова економічна партія            |
| 4    |                                | Сергій Одарич (нар. 1967)          | 17 листопада 2006 | 24 квітня 2013    | Партія вільних демократів         |
| в.о. |                                | Віктор Горкун                      | 25 квітня 2013    | 28 квітня 2013    | Партія регіонів                   |
| в.о. |                                | Віктор Білоусов (нар. 1952)        | 29 квітня 2013    | 16 червня 2014    | Комуністична партія України       |
| 5    |                                | Сергій Одарич (нар. 1967)          | 17 червня 2014    | 24 листопада 2015 | Партія вільних демократів         |
| 6    |                                | Анатолій Бондаренко (нар. 1974)    | 25 листопада 2015 | донині            | ВО «Батьківщина» (перша каденція) |
| 6    | «За Майбутнє» (друга каденція) | Анатолій Бондаренко (нар. 1974)    | 25 листопада 2015 | донині            |                                   |